# Liborio Coccetti
Liborio Coccetti (Foligno, 23 luglio 1739 – Roma, 18 marzo 1816) è stato un pittore italiano.

## Biografia

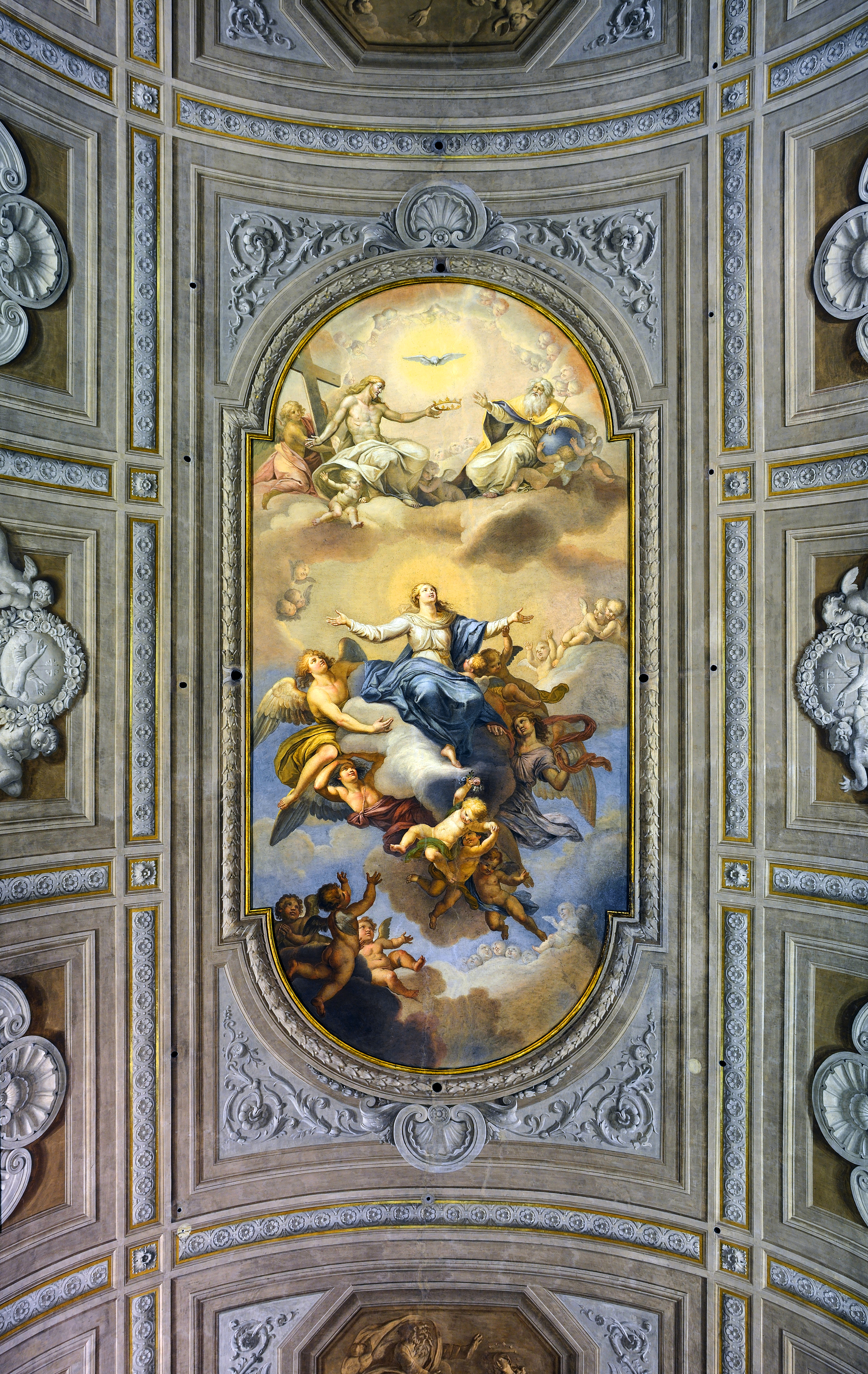
L'Assunzione di Liborio Coccetti nella chiesa di Nostra Signora della Concezione dei Cappuccini a Roma

Pittore del Rococò e del Neoclassico, le sue opere erano principalmente ad affresco e frequentemente per palazzi della nobiltà. Fu attivo a Roma e lavorò per l'amministrazione di papa Pio VI di cui, insieme alla sua famiglia, fu pittore prediletto.
 Prima di giungere a Roma, dipinse una pala d'altare raffigurante la Madonna col Bambino con i santi Pietro e Paolo (1775) per la chiesa di San Pietro Apostolo a Corvia, fuori Foligno. Ha anche affrescato un San Marco in gloria (ca. 1775) per la volta di San Marco, una chiesa di Sant'Eraclio fuori Foligno. Ha affrescato un'Assunzione della Vergine nella cappella, così come un'altra Allegoria della Musica (1780 circa) nel Palazzo Benedetti di Montevecchio a Spoleto. Affrescò anche nella chiesa di San Domenico e Palazzo Morelli (1773-1775) a Spoleto. A Terni dipinse un affresco raffigurante la Gloria della Trinità per l'abside del Duomo di quella città. Dipinse anche affreschi mitologici in due sale di Palazzo Gazzoli.

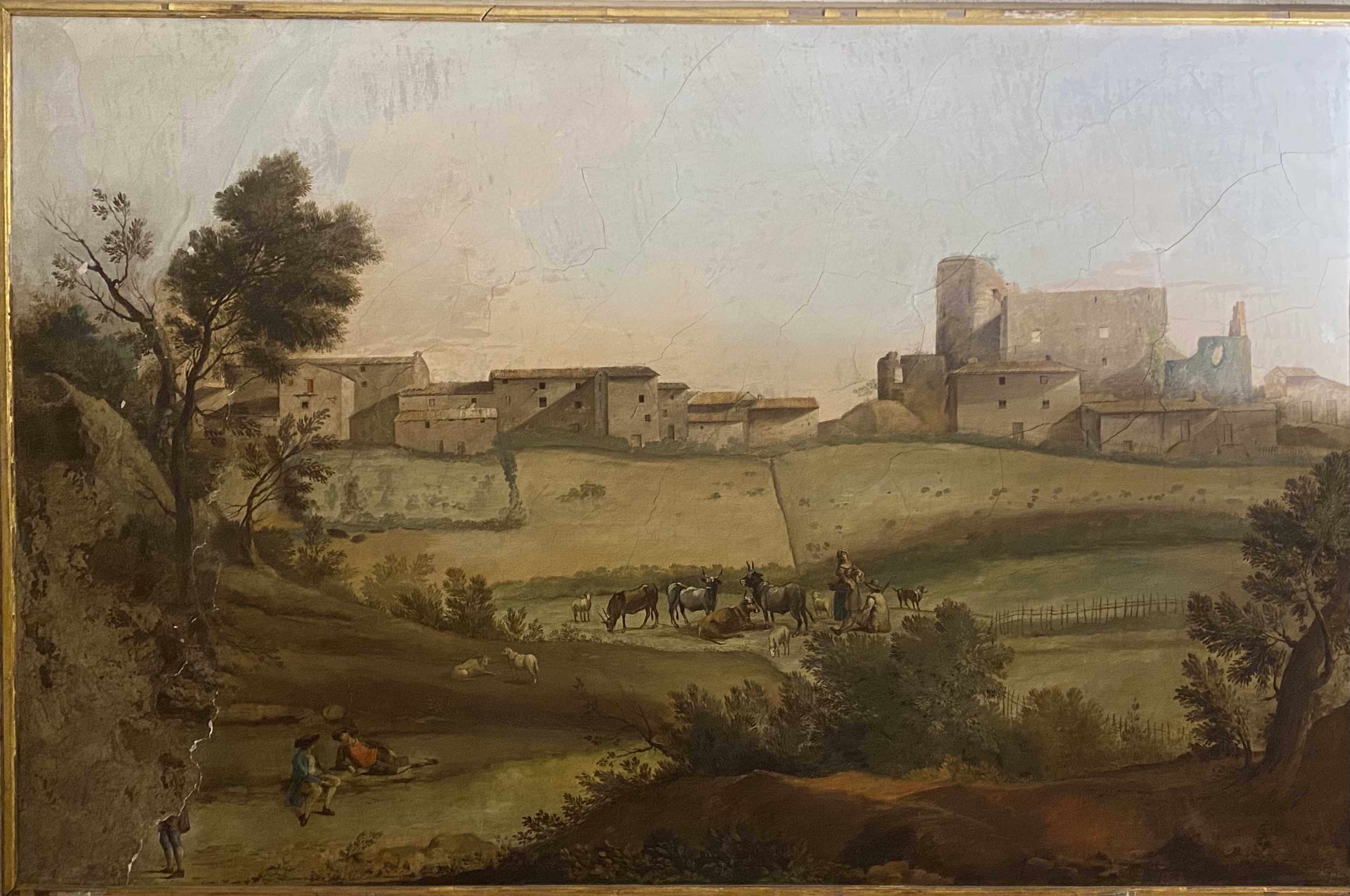
Veduta di Jenne di Liborio Coccetti nella rocca abbaziale di Subiaco

A Roma dal 1779, Coccetti dipinse un'Assunzione sulla volta a botte nella chiesa di Santa Maria della Concezione dei Cappuccini e insieme a Felice Giani decorò gli interni di Palazzo di Spagna, a questi si aggiunsero, tra i molti, gli interventi nei palazzi della Consulta, Chigi, Spada, Braschi, Monte Giordano; nei dintorni di Roma nel castello Braschi di Nemi, nella Rocca abbaziale di Subiaco, nel palazzo Chigi di Ariccia. Traendo ispirazione dalle recenti scoperte archeologiche in area napoletana, si distinse, insieme al Giani, Nicola Lapiccola e Giovanni Battista Marchetti, nella decorazione parietale "neopompeiana" come specialista di pitture neoclassiche d'appartamento. A causa di presunte simpatie verso il governo napoleonico, trovò protezione dal 1810 circa presso Pietro Gabrielli, della cui dimora in Monte Giordano decorò gli ambienti, con cicli di affreschi tratti dall’Antico Testamento, dalla Genesi e dalla storia romana, fino al 1816 anno della sua morte.